# Trechinae
Trechinae je potporodica koja pripada rodu Carabidae.

## Rodovi
Ova potporodica sadrži sljedeće rodove:
- Accoella Ueno, 1990.
- Acheroniotes Lohai & Lakota, 2010.
- Adriaphaenops Noesske, 1928.
- Aepiblemus Belousov & Kabak, 1993.
- Aepopsis Jeannel, 1922.
- Aepus Leach, 1819[provjeriti]
- Afrotachys Basilewsky, 1958.
- Agonotrechus Jeannel, 1923.
- Agostinia Jeannel, 1928.
- Alanorites Belousov, 1998.
- Albanotrechus Casale & V.B. Gueorguiev, 1994.
- Allegrettia Jeannel, 1928.
- Allotrechiama Ueno, 1970.
- Amblystogenium Enderlein, 1905.
- Amerizus Chaudoir[provjeriti], 1868. – uključujući Gnatholymnaeum
- Ameroduvalius Valentine, 1952.
- Anchotrechus Jeannel, 1927.
- Andinorites Mateu & Belles, 1980.
- Andinotrechus Mateu, 1981.
- Anillidius Jeannel, 1928.
- Anillinus Casey, 1918.
- Anillodes Jeannel, 1963.
- Anillopsidius Coiffait, 1969.
- Anillopsis Jeannel, 1937.
- Anillotarsus Mateu, 1980.
- Anillus Jacquelin du Val, 1851.
- Anomotachys Jeannel, 1946.
- Anophthalmus Sturm, 1844.
- Antoinella Jeannel, 1937.
- Apatrobus Habu & Baba, 1960.
- Aphaenopidius J. Muhler, 1913.
- Aphaenopsis J. Muller, 1913.
- Aphoenops Bonvouioir, 1862.
- Apocimmerites Belousov, 1998.
- Apoduvalius Jeannel, 1953.
- Apoplotrechus Alluaud, 1915.
- Aputrechisibus Trezzi, 2007.
- Archipatrobus Zamotajlov, 1992.
- Arctaphaenops Meixner, 1925.
- Argentinatachoides Sallenave, Erwin & Roig-Junient, 2008.
- Argiloborus Jeannel, 1937.
- Asaphidion Gozis, 1886.
- Austranillus Giachino, 2005.
- Austrotrechus Moore, 1972.
- Awatrechus Ueno, 1955.
- Bafutyphlus Bruneau de Mire, 1986.
- Balazucellus Deuve, 2001.
- Bedeliolus Semenov, 1900.
- Bembidarenas Erwin, 1972.
- Bembidion Latreille, 1802.
- Bhutanillus M.E.Schmid, 1975.
- Bhutanotrechus Ueno, 1977.
- Binaghites Jeannel, 1937.
- Blemus Dejean, 1821. – uključujući Lasiotrechus
- Boldoriella Jeannel, 1928.
- Boreaphaenops Ueno, 2002.
- Bothynotrechus Moore, 1972.
- Caecidium Ueno, 1971.
- Caecoparvus Jeannel, 1937.
- Canarobius Machado, 1987.
- Carayonites Bruneau de Mire, 1986.
- Cardiaderus Dejean, 1828.
- Cathaiaphaenops Deuve, 1996.
- Caucasaphaenops Belousov, 1999.
- Caucasorites Belousov & Zamotajlov, 1997.
- Chaetapatrobus Lafer, 1996.
- Chaetoduvalius Jeannel, 1928.
- Chaetotrechiama Ueno, 1982.
- Chaltenia Roig-Junent & Cicchino, 2001.
- Chiapadytes Vigna Taglianti, 1977.
- Chinapenetretus Kurnakov, 1963.
- Cillenus Samouelle, 1819[provjeriti]
- Cimmerites Jeannel, 1928.
- Cimmeritodes Deuve, 1996.
- Cnides Motschulsky, 1862.
- Columbitrechus Mateu, 1982.
- Corcyranillus Jeannel, 1937.
- Coreoblemus Ueno, 1969.
- Costitachys Erwin, 1974.
- Cothresia Jeannel, 1964.
- Croatotrechus Casale & Jalzic, 1999.
- Cryptocharidius M.Etonti & Mateu, 1992.
- Cryptorites Jeannel, 1950.
- Cyphotrechodes Jeannel, 1926.
- Daiconotrechus Ueno, 197.
- Dalmataphaenops Monguzzi, 1993.
- Darlingtonea Valentine, 1952.
- Deltomerodes Deuve, 1992.
- Deltomerus Motschulsky, 1850.
- Deuveotrechus Ueno, 1995.
- Dicropterus Ehlers, 1883.
- Dimorphopatrobus Casale & Sciaky, 1994.
- Diodercarus Lutshnik, 1931.
- Diplochaetus Chaudoir, 1871.
- Diplous Motschulsky, 1850.
- Doderotrechus Vigna Taglianti, 1968.
- Dongodytes Deuve, 1993.
- Duvalioblemus Deuve, 1995.
- Duvaliomimus Jeannel, 1928.
- Duvaliopsis Jeannel, 1928. (tentatively placed here)
- Duvalius Delarouzée, 1859.
- Elaphropus Motschulsky, 1839.
- Elgonotyphlus Sciaky & Zaballos, 1993.
- Eocnides Jeannel, 1954.
- Eotrechodes Ueno, Lafer & Sundukov, 1995.
- Epaphiopsis Ueno, 1953.
- Erebotrechus Britton, 1964.
- Erwiniana Paulsen & Smith, 2003.
- Eutrechopsis Moore, 1972.
- Eutrechus Moore, 1972.
- Geballusa Erwin, 1994.
- Geocharidius Jeannel, 1963.
- Geocharis Ehlers, 1883.
- Geotrechus Jeannel, 1919.
- Giraffaphaenops Deuve, 2002.
- Goedetrechus Moore, 1972.
- Gotoblemus Ueno, 1970.
- Gouleta Erwin, 1994.
- Guizhaphaenops Vigna Taglianti, 1997.
- Gulaphaenops Ueno, 1987.
- Himalaphaenops Ueno, 1980.
- Himalopenetretus Zamotajlov, 2002.
- Himalotrechodes Ueno, 1981.
- Homaloderodes Jeannel, 1962.
- Honduranillus Zaballos, 1997.
- Horologion Valentine, 1932.
- Hydraphaenops Jeannel, 1926.
- Hygranillus Moore, 1980.
- Hypotyphlus Jeannel, 1937.
- Iason Giachino & Vailati, 2011.
- Iberanillus Espanol, 1971.
- Iberotrechus Jeannel, 1920.
- Idacarabus Lea, 1910.
- Iga Ueno, 1953.
- Illaphanus Macleay, 1865.
- Incatrechus Mateu, 1982.
- Inotrechus Dolzhanski & Ljovuschkin, 1989.
- Inpa Erwin, 1978.
- Ishidatrechus Ueno, 1956.
- Ishikawatrechus Habu, 1950.
- Italaphaenops Ghidini, 1964.
- Jalzicaphaenops Lohai & Lakota, 2010.
- Javorella Curcic et al., 2003.
- Jeannelius Kurnakov, 1959.
- Junaphaenops Ueno, 1997.
- Junnanotrechus Ueno & Vi, 1993.
- Kenodactylus Broun, 1909.
- Kettlotrechus Townsend, 2010.
- Kiwitachys Larochelle & Lariviere, 2007.
- Kiwitrechus Larochelle & Lariviere, 2007.
- Kosswigia Jeannel, 1947.
- Kupetrechus Larochelle & Lariviere, 2007.
- Kurasawatrechus Yoshida & Nomura, 1952.
- Kusumia Ueno, 1952.
- Laosaphaenops Deuve, 2000.
- Ledouxius Zamotajlov, 1992.
- Leleupanillus Basilewsky, 1976.
- Lessinodytes Vigna Taglianti, 1982.
- Libotrechus Ueno, 1998.
- Liotachys Bates, 1871.
- Lissopogonus Andrewes, 1923.
- Lovricia Pretner, 1979.
- Luraphaenops Giordan, 1984.
- Luyatrechus M.Etonti & Mateu, 2000.
- Luzonotrechus Ueno, 1979.
- Lymnastis Motschulsky, 1862.
- Mamesdytes Trezzi, 2007.
- Maoritrechus Brookes, 1932.
- Masuzoa Ueno, 1960.
- Masuzonoblemus Ueno, 1989.
- Mayaphaenops Vigna Taglianti, 1977.
- Meganophthalmus Kurnakov, 1959.
- Meotachys Erwin, 1974.
- Merizodus Solier, 1849.
- Mexanillus Vigna Taglianti, 1973.
- Mexaphaenops Bolivar & Pieltain, 1943.
- Mexitrechus Barr, 1982.
- Micratopus Casey, 1914.
- Microdipnites Jeannel, 1957.
- Microdipnodes Basilewsky, 1960.
- Microdipnus Jeannel, 1937.
- Microtyphlus Linder, 1863.
- Mimanillus Moore, 1972.
- Mimotrechus Moore, 1972.
- Minimaphaenops Deuve, 2000.
- Minipenetretus Zamotajlov, 2002.
- Minosaphaenops Queinnec, 2008.
- Minypatrobus Ueno, 1955.
- Mioptachys Bates, 1882.
- Moirainpa Erwin, 1984.
- Mystroceridius Reichardt, 1972.
- Nannotrechus Winkler, 1926.
- Naxipenetretus Zamotajlov, 1999.
- Neanops Britton, 1962.
- Neaphaenops Jeannel, 1920.
- Nelsonites Casale & Laneyrie, 1982.
- Neoblemus Jeannel, 1923.
- Neolovricia Lakota, Jalzic & Moravec, 2009.
- Neotrechus J. Muller, 1913.
- Neotyphlus Zaballos & Mateu, 1997.
- Nesamblyops Jeannel, 1937.
- Nesiotrechus Ueno, 1995.
- Nipponaphaenops Ueno, 1971.
- Nothanillus Jeannel, 1962.
- Nototrechus Moore, 1972.
- Oarotrechus Townsend, 2010.
- Ochtozetus Chaudoir, 1871.
- Ocys Stephens, 1828.
- Olegius Komarov, 1996.
- Omalodera Solier, 1879.
- Oodinotrechus Ueno, 1998.
- Oopterus Guerin-Meneville, 1841.
- Oroblemites Ueno & Pawlowski, 1981.
- Oroblemus Ueno & Yoshida, 1966.
- Orotrechus J. Muller, 1913.
- Orzolina Machado, 1987.
- Oxytrechus Jeannel, 1927.
- Pachydesus Motschulsky, 1864.
- Pachytrechodes Jeannel, 1960.
- Paracimmerites Belousov, 1998.
- Paragonotrechus Ueno, 1981.
- Paralovricia Giachino, Gueorguiev & Vailati, 2011.
- Paranillopsis Cicchino & Roig-Junient, 2001.
- Paranillus Jeannel, 1949.
- Parapenetretus Kurnakov, 1960.
- Paraphaenops Jeannel, 1916.
- Paratrechiotes Ueno, 1995.
- Paratrechodes Jeannel, 1926.
- Paratrechus Jeannel, 1920.
- Parvocaecus Coiffait, 1956.
- Patanitretus Zamotajlov, 2002.
- Patrobus Dejean, 1821.
- Pelocharis Jeannel, 1960.
- Pelodiaetodes Moore, 1980.
- Pelodiaetus Jeannel, 1937.
- Pelonomites Jeannel, 1963.
- Penetretus Motschulsky, 1865.
- Percodermus Sloane, 1920.
- Pericompsus LeConte, 1852.
- Perileptus Schaum, 1860.
- Perucharidius Mateu & M.Etonti, 2002.
- Pheggomisetes Knirsch, 1923.
- Philipis Erwin, 1994.
- Phrypeus Casey, 1924.
- Platidiolus Chaudoir, 1878.
- Platypatrobus Darlington, 1938.
- Pogonistes Chaudoir, 1871.
- Pogonopsis Bedel, 1898.
- Pogonoschema Jeannel, 1927.
- Pogonus Dejean, 1821.
- Pontodytes Casale & Giachino, 1989.
- Porocimmerites Belousov, 1998.
- Porotachys Netolitzky, 1914. (nesigurno)
- Prioniomus Jeannel, 1937.
- Prodiplous Zamotajlov & Sciaky, 2006.
- Pseudanillus Bedel, 1896.
- Pseudanophthalmus Jeannel, 1920.
- Pseudaphaenops Winkler, 1912.
- Pseudocnides Jeannel, 1927.
- Pseudotrechisibus Mateu & Belles, 1982.
- Pterocyrtus Sloane, 1920.
- Putzeysius Jeannel, 1962.
- Qianaphaenops Ueno, 2000.
- Qiangopatrobus Zamotajlov, 2002.
- Qianotrechus Ueno, 2000.
- Quasipenetretus Zamotajlov, 2002.
- Queinnectrechus Deuve, 1992.
- Rakantrechus Ueno, 1951.
- Rhegmatobius Jeannel, 1937.
- Ryugadous Habu, 1950.
- Sakagutia Ueno, 1954.
- Sardaphaenops Cerruti & Henrot, 1956.
- Sbordoniella Vigna Taglianti, 1980.
- Scaurotrechodes Geginat, 2006.
- Scotodipnus Schaum, 1860.
- Scotoplanetes Absolon, 1913.
- Scototrechus Britton, 1962.
- Serranillus Barr, 1996.
- Shenaphaenops Ueno, 1999.
- Shilinotrechus Ueno, 2003.
- Shuaphaenops Ueno, 1999.
- Sinaphaenops Ueno & Wang, 1991.
- Sinechostictus Motschulsky, 1864.
- Sinotrechiama Ueno, 2000.
- Sinotroglodytes Deuve, 1996.
- Sinozolus Deuve, 1997.
- Sloaneana Csiki, 1933.
- Sloanella Jeannel, 1927.
- Spelaeovulcania Machado, 1987.
- Speotrechus Jeannel, 1922.
- Sporades Fauvel, 1882.
- Stevensius Jeannel, 1923.
- Straneoites Basilewsky, 1947.
- Stygiotrechus Ueno, 1958.
- Stylulus Schaufuss, 1882.
- Subilsia Espanol, 1967.
- Suzuka Ueno, 1956.
- Synteratus Broun, 1909.
- Syrdenoidius Baehr & Hudson, 2001.
- Syrdenus Dejean, 1828.
- Tachyra Motschulsky, 1862.[provjeriti]
- Tachys Dejean, 1821.
- Tachysbembix Erwin 2004.
- Tachyta Kirby, 1837.
- Taiwanotrechus Ueno, 1987.
- Taniatrechus Belousov & Dolzhanski, 1994.
- Tasmanillus Giachino, 2005.
- Tasmanitachoides Erwin, 1972.
- Tasmanorites Jeannel, 1927.
- Tasmanotrechus Moore, 1972.
- Taurocimmerites Belousov, 1998.
- Temnostega Enderlein, 1905.
- Thalassobius Solier, 1849.
- Thalassoduvalius Ueno, 1956.
- Thalassophilus Wollaston, 1854.
- Thalassotrechus Van Dyke, 1918.
- Tienmutrechus Suenson, 1957.
- Toshiaphaenops Ueno, 1999.
- Trechiama Jeannel, 1927.
- Trechiamiotes Deuve, 1998.
- Trechicomimus Mateu & Negre, 1972.
- Trechiella Jeannel, 1927.
- Trechimorphus Jeannel, 1927.
- Trechinotus Jeannel, 1962.
- Trechiotes Jeannel, 1954.
- Trechisibus Motschulsky, 1862.
- Trechistus Moore, 1972.
- Trechobembix Jeannel, 1926.
- Trechoblemus Ganglbauer, 1891.
- Trechodes Blackburn, 1901.
- Trechosia Jeannel, 1926.
- Trechosiella Jeannel, 1960.
- Trechus Clairville, 1806.
- Trichaphaenops Jeannel, 1916.
- Troglocimmerites Ljovuschkin, 1970.
- Tropidotrechus Jeannel, 1927.
- Turkanillus Coiffait, 1956.
- Typhlocharis Dieck, 1869.
- Typhlonesiotes Jeannel, 1937.
- Typhlotrechus J. Muhler, 1913.
- Uenotrechus Deuve & Tian, 1999.
- Ushijimaella Ueno, 1980.
- Vietotrechus Ueno, 1995.
- Waiputrechus Townsend, 2010.
- Winklerites Jeannel, 1937.
- Xenotrechus Barr & Krekeler, 1967.
- Xystosomus Schaum, 1859.
- Yamautidius Ueno, 1957.
- Zeanillus Jeannel, 1937.
- Zecillenus Lindroth, 1980.
- Zhijinaphaenops Ueno & Ran, 2002.
- Zoianillus Sciaky, 1994.
- Zolus Sharp, 1886.

## Vanjske poveznice
- Trechinae Bonelli, 1810, BioLib
- Subfamily Trechinae, BugGuide
- Trechinae, Fauna Europaea
- Subfamily Trechinae Bonelli 1810  Arhivirana inačica izvorne stranice od 8. ožujka 2016. (Wayback Machine), Fossilworks
- Subfamily Trechinae, iNaturalist
- Trechinae Bonelli, 1810, Integrated Taxonomic Information System
- Trechinae, National Center for Biotechnology Information
- Trechinae, New Zealand Organisms Register